# Медвежьи шахматы

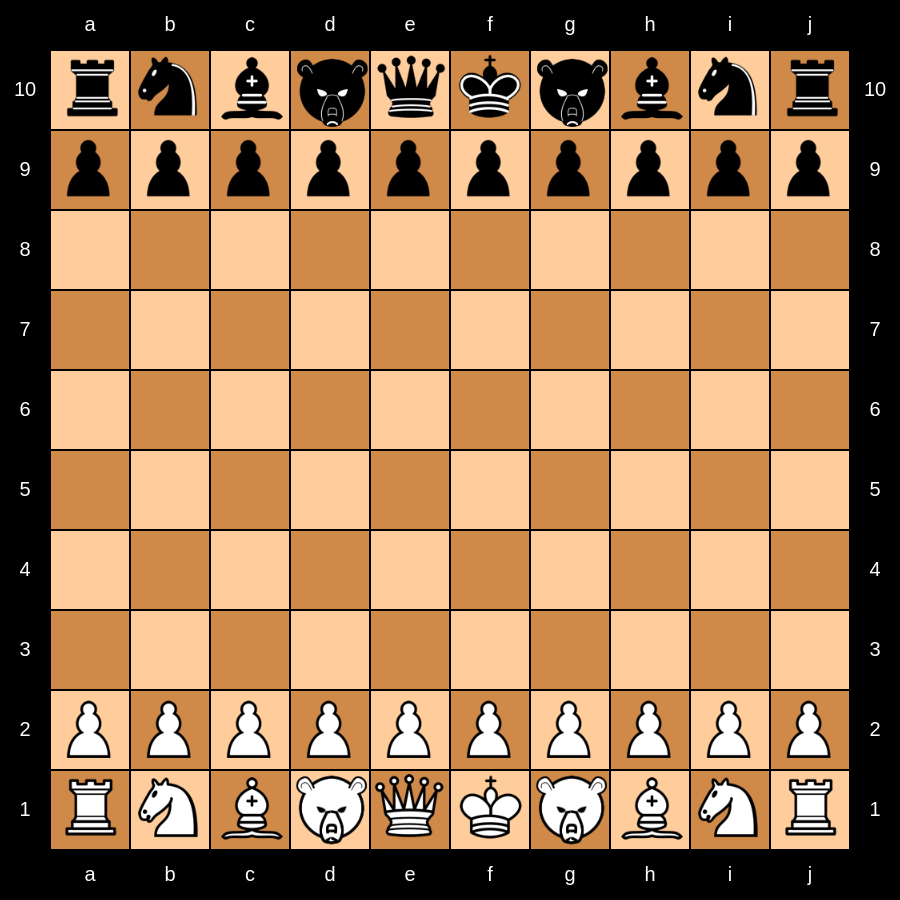
Начальное положение фигур. Медведи располагаются по бокам от королей и ферзей

Медвежьи шахматы (англ. bear chess) — стоклеточный вариант шахмат, предложенный Михаилом Сосновским в 1985 году в г. Калинине.

## История
Михаил Сосновский в 1985 году создал вариант шахмат с новой фигурой «медведь». В сказочных шахматах эта фигура известна как белка (Squirrel). В Твери работали два клуба по этому варианту стоклеточных шахмат: в Доме культуры строителей и в Доме культуры полиграфкомбината
Одной из самых известных публикаций является статья в самиздатовском бюллетене «Информационный вестник друзей клубов „Кипергань“ и „6 граней“» (стр. 56-57, выпуск 2, 1990 г., сост. Юрий Таранников), которая является перепечаткой статьи из газеты «Текстильщик» Калининской прядильно-ткацкой фабрики имени Вагжанова. В СССР было большое число публикаций по этому виду шахмат, а основное распространение «медвежьи шахматы» получили в Центральной России.
Медвежьи шахматы придумали на тверской земле, поэтому организация «Патриоты Твери» пытается возродить интерес к этому виду шахмат, считая их отличительной чертой региона наравне с тверским козлом или, например, песнями Михаила Круга.

## Правила игры
Применяется стоклеточная доска. Как и в классических шахматах, для обозначения горизонталей используются арабские цифры, а для вертикалей — буквы латинского алфавита (a, b, c, d, e, f, g, h, i, j). Поле а1 — чёрное. Помимо привычных шахматных фигур (король, ферзь, ладья, слон, конь и пешка) в игру введена новая фигура под названием «медведь». Эта фигура располагается на полях d1, g1 (для белых) и d10, g10 (для чёрных), то есть рядом с королём и ферзём. Медведь умеет перепрыгивать через свои и чужие фигуры. Данная фигура ходит на две клетки по вертикали, горизонтали и диагонали, а также как конь. Первым ходом пешки могут пойти на одну, две или три клетки исходя из выбора игрока. Для совершения рокировки король делает ход на две клетки в левую или правую сторону, а соответствующая ладья переносится через короля. Все другие правила (условия рокировки, взятие пешек на проходе, превращение пешек и др.) остаются такими же, как и в обычных шахматах.